# Beth Broderick
Elizabeth Alice Broderick, detta Beth (Falmouth, 24 febbraio 1959), è un'attrice statunitense.

## Gli inizi
Beth Broderick è nata a Falmouth, Kentucky, ma è cresciuta a Huntington Beach. Si è diplomata a 18 anni all'Accademia d'arte drammatica a Pasadena. Successivamente si trasferisce a New York per iniziare la sua carriera.

## Carriera
A 29 anni recita nel film Il sentiero dei ricordi (1988), con Jodie Foster e Mark Harmon. Ma il vero successo arriva nel 1996 con Sabrina, vita da strega dove interpreta Zia Zelda (fino al 2002). Ha diretto anche qualche episodio. Ha anche impersonato la madre di Kate Austin nella serie televisiva Lost ed è apparsa come guest star (generalmente per un episodio) nelle serie The Closer, CSI: Miami, Supernatural, Leverage - Consulenze illegali, Castle e Le terrificanti avventure di Sabrina.

## Vita personale
È stata sposata dal 1998 al 2000 con Brian Porizek. Suo marito ora è Scott Paetty (dal 2005). Beth è impegnata nella lotta contro l'AIDS, sin dagli anni ottanta: è socia di Momentum, una delle organizzazioni che assistono le persone affette da AIDS, e del City Light Woman`s Rehabilitation Program, in aiuto delle donne senzatetto.

## Filmografia

### Cinema
- Una donna scandalosa (In Love), regia di Chuck Vincent (1983)
- House of the Rising Sun, regia di Chuck Vincent (1985)
- Quando uno sguardo può uccidere (If Looks Could Kill), regia di Chuck Vincent (1986)
- Super infermiere... lezione di anatomia maschile (Young Nurses in Love), regia di Chuck Vincent (1986)
- Sex Appeal, regia di Chuck Vincent (1986)
- Student Affairs, regia di Chuck Vincent (1987)
- Giochi erotici per ragazze smaliziate (Slammer Girls), regia di Chuck Vincent (1987)
- Il sentiero dei ricordi (Stealing Home), regia di Steven Kampmann e William Porter (1988)
- Il falò delle vanità (The Bonfire of the Vanities), regia di Brian De Palma (1990)
- Thousand Pieces of Gold, regia di Nancy Kelly (1991)
- French Exit, regia di Daphna Kastner (1995)
- Man of the Year, regia di Dirk Shafer (1995)
- Maternal Instincts, regia di George Kaczender (1996)
- Mela e Tequila - Una pazza storia d'amore con sorpresa (Fools Rush In), regia di Andy Tennant (1997)
- Breast Men, regia di Lawrence O'Neil (1997)
- Psycho Beach Party, regia di Robert Lee King (2000)
- The Inner Circle, regia di Goran Gajic (2005)
- State's Evidence, regia di Benjamin Louis (2006)
- Timber Falls, regia di Tony Giglio (2007)
- Bad Actress, regia di Robert Lee King (2011)
- The Merry Gentlemen, regia di Peter Sullivan (2024)

### Televisione
- Codice Mistero (Tales from the Darkside) – serie TV, episodio 3x22 (1987)
- Matlock – serie TV, episodio 2x18 (1988)
- Scuola di football (1st & Ten) – serie TV, episodi 5x08-5x12 (1988-1989)
- Hooperman – serie TV, episodio 2x11 (1989)
- Matt Hotel (The Nutt House) – serie TV, episodio 1x03 (1989)
- Mancuso, F.B.I. – serie TV, episodio 1x01 (1989)
- Murphy Brown – serie TV, episodio 2x19 (1990)
- Glory Days – serie TV, 6 episodi (1990)
- Sposati... con figli (Married... with Children) – serie TV, episodio 5x11 (1990)
- Get a Life – serie TV, episodio 1x21 (1991)
- Doctor Doctor – serie TV, episodio 3x18 (1991)
- Un professore alle elementari (Drexell's Class) – serie TV, episodio 1x11 (1991)
- Rewrite for Murder, regia di Eric Laneuville – film TV (1991)
- L'omicidio corre sul filo (Are You Lonesome Tonight), regia di E.W. Swackhamer – film TV (1992)
- In the Deep Woods, regia di Charles Correll – film TV (1992)
- Un medico tra gli orsi (Northern Exposure) – serie TV, episodio 3x21 (1992)
- Hearts Afire (1992-1993)
- Shadowhunter, regia di J.S. Cardone – film TV (1993)
- Justice in a Small Town, regia di Jan Egleson – film TV (1994)
- Le cinque signore Buchanan (The 5 Mrs. Buchanans) – serie TV (1994-1995)
- Sabrina, vita da strega (Sabrina, the Teenage Witch) – serie TV (1996-2002)
- Women: Stories of Passion – serie TV, episodio 1x36 (1997)
- Un angelo poco... custode (Teen Angel) – serie TV, episodio 1x07 (1997)
- Men in Black – serie animata, episodi 1x08-2x07 (1997-1998) – voce
- A Champion's Fight, regia di James A. Contner – film TV (1998)
- The Nightmare Room – serie TV, episodio 1x11 (2002)
- The Lyon's Den – serie TV, episodio 1x09 (2003)
- CSI: Miami – serie TV, episodio 3x07 (2004)
- Homeland Security - A difesa della nazione (Homeland Security), regia di Daniel Sackheim – film TV (2004)
- Mystery Woman: Mystery Weekend, regia di Mark Griffiths – film TV (2005)
- Lost – serie TV, 5 episodi (2005-2008)
- Supernatural – serie TV, episodio 1x14 (2006)
- The Closer – serie TV, episodio 2x07 (2006)
- Bionic Woman – serie TV, episodio 1x06 (2007)
- CSI - Scena del crimine (CSI: Crime Scene Investigation) – serie TV, episodio 8x09 (2007)
- E.R. - Medici in prima linea (ER) – serie TV, episodio 14x18 (2008)
- Cold Case – serie TV, episodio 6x16 (2009)
- Leverage - Consulenze illegali (Leverage) – serie TV, episodio 2x05 (2009)
- Two Dollar Beer, regia di Mike Binder – film TV (2009)
- La rivincita delle damigelle (Revenge of the Bridesmaids), regia di James Hayman – film TV (2010)
- Castle – serie TV, episodio 2x20 (2010)
- Under the Dome – serie TV (2013-2015)
- La lista di Natale, regia di Fred Olen Ray – film TV (2014)
- Melissa & Joey – serie TV, episodio 4x01 (2014)
- Bosch – serie TV, episodi 3x02-3x07 (2017)
- Sharp Objects – miniserie TV, 2 puntate (2018)
- La signora di Purity Falls (Purity Falls), regia di Sam Irvin – film TV (2019)
- Le terrificanti avventure di Sabrina (Chilling Adventures of Sabrina) – serie TV (2020)
- Criminal Minds – serie TV, episodio 16x05 (2023)
- Love & Death – miniserie TV, regia di Lesli Linka Glatter e Clark Johnson, 3 puntate (2023)

## Doppiatrici italiane
Nelle versioni in italiano delle opere in cui ha recitato, Beth Broderick è stata doppiata da:
- Barbara Castracane in Sabrina, vita da strega, Le terrificanti avventure di Sabrina
- Alessandra Korompay in Bosch, The Merry Gentlemen
- Daniela Abbruzzese in CSI: Miami
- Caterina Rochira in Homeland Security - A difesa della nazione
- Cristina Dian in The Closer
- Melina Martello in CSI - Scena del crimine
- Isabella Pasanisi in Cold Case - Delitti irrisolti
- Angiola Baggi in Leverage - Consulenze illegali
- Cinzia De Carolis in Castle
- Anna Cugini in Sharp Objects
- Mirta Pepe in Veglio su di voi
- Beatrice Margiotti ne La signora di Purity Falls
- Antonella Giannini in Criminal Minds: Evolution